# Istituto a custodia attenuata per detenute madri
L'Istituto a custodia attenuata per detenute madri (abbreviato in ICAM), in Italia, è una tipologia di istituto penitenziario, costituita in via sperimentale nel 2006 per consentire alle detenute madri, che non possono usufruire di alternative alla detenzione in carcere, di tenere con sé la prole con età inferiore ai sei anni.

## Descrizione
L'ordinamento penitenziario italiano prevede che le madri detenute con prole inferiore ai sei anni debbano usufruire di trattamenti alternativi alla detenzione, finalizzati a non traumatizzare eccessivamente i figli che fino a quell'età sono sotto la tutela del genitore di sesso femminile, se è quest'ultimo a chiederlo espressamente. Tali trattamenti alternativi riguardano, ad esempio, il soggiorno in istituti a custodia attenuata, meno duri rispetto ai tradizionali istituti penitenziari per adulti: gli ambienti sono progettati per essere accoglienti e riprodurre un clima domestico atto ad evitare che i bambini soffrano l'esperienza della carcerazione forzata.
In Italia, esistono attualmente quattro istituti a custodia attenuata per detenute madri: Milano, Venezia, Lauro e Torino (Casa circondariale Lorusso e Cutugno). L'ICAM è, quindi, una struttura progettata per non ricordare il carcere, essendo simile ad un asilo nido in cui i bambini possono trascorrere serenamente il periodo di "carcerazione" insieme alle loro madri: camere confortevoli e luminose, ambienti personalizzati, infermeria, ludoteca, biblioteca e aula formativa per le donne, cucina attrezzata e soggiorno sono stati appositamente concepiti per consentire alle madri detenute con bambini piccoli una vita più dignitosa.
I bambini presenti nelle carceri italiani sono comunque pochi e la loro presenza è in decremento, principalmente come conseguenza dell'applicazione di particolari misure alternative alla carcerazione, di cui le donne possono usufruire.